# Il giaurro

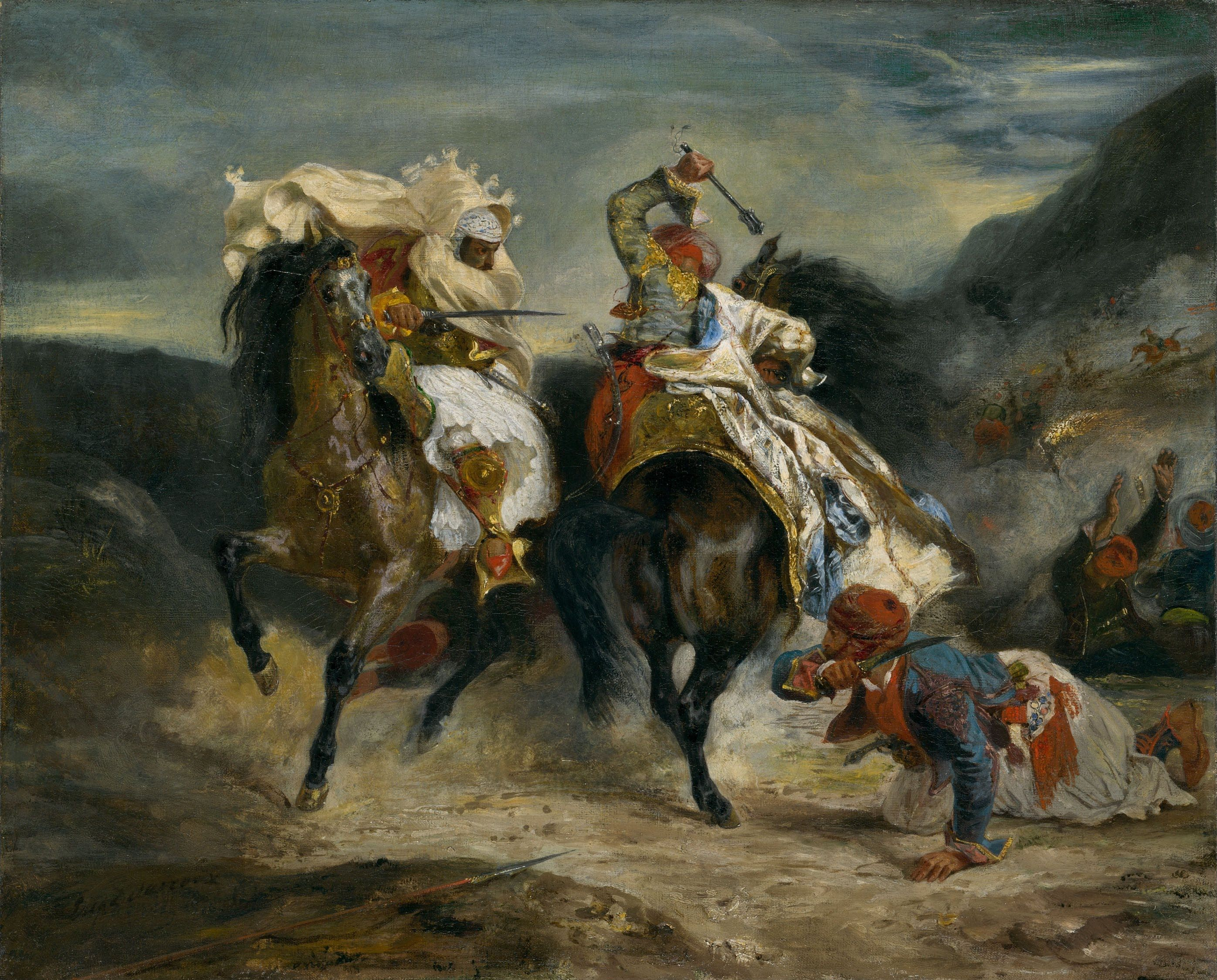
Eugène Delacroix, Il combattimento del giaurro e Hassam (1826)

Il giaurro (The Giaour) è una delle novelle in versi scritte da Lord Byron e pubblicate nel 1814. Il poemetto, il primo dei cosiddetti "racconti turchi", ottenne un grande successo di pubblico e consolidò la reputazione di Byron.

## Il titolo
La novella in versi fu pubblicata con il titolo The Giaour - A Fragment of a Turkish Tale. La parola "giaurro" (Gâvur) è un insulto turco per indicare un infedele. La "frammentarietà" a cui si riferisce il titolo riflette la pluralità di narratori e rispettivi punti di vista che contraddistinguono il racconto.

## Genesi
Byron ebbe l'ispirazione per scrivere il racconto durante il suo Grand Tour in Europa con John Cam Hobhouse nel 1810 e 1811. In particolare, ad Atene fu colpito dall'usanza turca di gettare in mare chiuse in un sacco le donne colpevoli di adulterio. Byron scrisse il poemetto poco dopo aver raggiunto il successo con la pubblicazione del Il pellegrinaggio del giovane Aroldo. Byron scrisse la prima bozza del racconto tra il settembre 1812 e il marzo 1813. La prima versione de Il giaurro fu data alle stampe nel giugno 1813 e fu ristampata più volte nei sei mesi successivi. Con ogni nuova edizione Byron rielaborò ed ampliò il testo: la prima edizione conteneva 700, l'ultima versione pubblicata nel 1813 ne conteneva 1300.

## Trama
Dopo aver lamentato le sorti della Grecia e la sua inerzia nei confronti dell'invasore turco, il narratore inizia la storia. L'ottomano Hassan ha giustiziato la schiava Leila gettandola in mare chiusa in un sacco dopo aver scoperto della sua relazione segreta con un infedele (il "giaurro"). Dopo aver compiuto la sua vendetta, Hassan parte a cavallo, ma nei pressi del Parnaso viene attaccato dal Giaurro e i suoi uomini. Dopo un sanguinoso duello, il Giaurro uccide Hassan, vendicando così la morte di Leila. Il Giaurro si ritira quindi in un monastero per esperiare i propri peccati e racconta la sua storia al priore.

## Fortuna
Il giaurro ottenne un grande successo e fu ristampato quattordici volte nei due anni dopo la sua prima pubblicazione. La fortuna dell'opera spinse Byron a scrivere gli altri racconti "racconti turchi" – La sposa di Abido (1813), Il corsaro, Lara (1814), L'assedio di Corinto e Parisina (1816) – che consolidarono non solo la fama del loro autore ma anche la figura dell'eroe byroniano. Nel 1818 lo stesso Byron commentò ironicamente il successo dei racconti, scrivendo:
(Byon, Beppo, strofa LI, trad. Carlo Rusconi)
Il successo del racconto si attesta anche grazie alle sue rese pittoriche: Ary Scheffer, Théodore Géricault e Eugène Delacroix, infatti, realizzarono dipinti basati sul poemetto Nel 1816 Giacomo Leopardi scrisse il Discorso di un italiano attorno alla poesia romantica in risposta alle Osservazioni di Di Breme a Il giaurro. Nel 1822 Adam Mickiewicz ne realizzò una traduzione in polacco. Il giaurro segnò profondamente anche il giovane Edgar Allan Poe, che ne imitò lo stile in Tamerlano (1827).

## Il vampiro
Nel racconto Byron introduce per la prima volta nella sua opera il tema la figura del vampiro, di cui aveva sentito parlare in Grecia. Il narratore ottomano della storia, infatti, predice all'eponimo protagonista che la sua punizione per avere ucciso Hassam sarà essere trasformato in un vampiro:
(versi 757-768, trad. Pietro Isola)
Nel 1816 Byron sarebbe tornato ad occuparsi di vampiri nel racconto incompiuto Un frammento, pubblicato senza il suo consenso nel 1818 insieme alla prima edizione di Mazeppa. Nello stesso periodo John William Polidori, medico di Byron, si ispirò al suo datore di lavoro per scrivere il proprio racconto Il vampiro. Byron, seppur indirettamente, svolse quindi un ruolo chiave nell'evoluzione della figura del vampiro nell'Euopa Occidentale, dato che il protagonista del racconto di Polidori, Lord Ruthven, non è la creatura mostruosa del folklore balcanico, bensì un aristocratico decadente: una figura ispirata allo stesso Lord Byron.